# 백지연의 백야
《백지연의 백야》는 1999년 5월 10일부터 1999년 10월 11일까지 방송되었던 예능 프로그램이다.

## 방송 시간
- 1999년 5월 10일 ~ 1999년 10월 11일 : 매주 월요일 밤 11시 ~ 11시 50분

## 진행자
- 백지연
- 이영자
- 전유성

## 에피소드 목록
- 5월 10일 : 최진실 / 이홍렬
- 5월 17일 : 이문세
- 5월 24일 : 백지연 / 서경석
- 5월 31일 : 심형래
- 6월 7일 : 최불암 / 이경규
- 6월 14일 : 유승준 / 리츠칼튼호텔
- 6월 21일 : 이정재 / 장하나
- 6월 28일 : 컬트 삼총사(정찬우 · 정성한 · 김태균) / 포항제철
- 7월 5일 : 박세리[6]
- 7월 12일 : 엄정화
- 7월 19일 : 남희석
- 7월 26일 : 안성기
- 8월 9일 : 클론
- 8월 23일 : 김용만
- 8월 30일 : 최수종, 차인표
- 9월 6일 : 최화정
- 9월 13일 : 조성모
- 9월 20일 : 컨츄리 꼬꼬(탁재훈 · 신정환)
- 9월 27일 : 차태현
- 10월 11일 : 주영훈

## 참고 사항
- 문화방송 퇴사 이후, 토크쇼 프로그램 진행자로 발탁했다.
- 1999년 7월 5일에 방송되는 송출이 정지됐고, 다음날 재방송을 내보냈다.
- 1999년 가을 개편에 맞아 폐지되는 비운을 맞게 된다.

## 결방
- 1999년 8월 2일 - 뉴스 특보 편성
- 1999년 8월 16일 - 뉴스 특보 편성
- 1999년 9월 13일 - 뉴스 특보 편성
- 1999년 10월 4일 - 자연다큐 <팔색조> 편성

## 같이 보기
- 토크쇼

| MBC TV 월요일 밤 11시대 프로그램 | MBC TV 월요일 밤 11시대 프로그램       | MBC TV 월요일 밤 11시대 프로그램   |
| 이전 작품                        | 작품명                                 | 다음 작품                          |
| -------------------------------- | -------------------------------------- | ---------------------------------- |
| 스타다큐 (1999.1.25 ~ 1999.4.26) | 백지연의 백야 (1999.5.10 ~ 1999.10.11) | 테마게임 (1999.10.18 ~ 1999.11.29) |